# Чибо, Камилло
Камилло Чибо (итал. Camillo Cibo; 25 апреля 1681, Масса, герцогство Масса и Каррара — 12 января 1743, Рим, Папская область) — итальянский куриальный кардинал и доктор обоих прав. Генеральный аудитор Апостольской Палаты с 29 января 1718 по 1 января 1723. Титулярный латинский патриарх Константинопольский с 11 февраля 1718 по 23 марта 1729. Префект Апостольского дворца с 6 июля 1725 по 23 марта 1729. Кардинал-священник с 23 марта 1729, с титулом церкви Санто-Стефано-аль-Монте-Челио с 28 марта 1729 по 8 января 1731. Кардинал-священник с титулом церкви Санта-Мария-дель-Пополо с 8 января 1731 по 20 декабря 1741. Кардинал-священник с титулом церкви Санта-Мария-дельи-Анджели-э-дей-Мартири с 20 декабря 1741 по 12 января 1743.

## Происхождение и ранние годы
Родился Камилло Чибо 25 апреля 1681 года, в Массе, герцогство Масса и Каррара. Шестой ребёнок из одиннадцати детей Карло II Чибо, герцога Массы, принца Каррарского и Терезы Памфили, внучатой племянницы Папы Иннокентия X. Родственник Папы Иннокентия VIII. Правнучатый племянник Папы Иннокентия X по материнской линии. Племянник кардинала Бенедетто Памфили, O.S.Io.Hieros. (1681 год), по линии своей матери. Родственник кардиналов Лоренцо Чибо де Мари (1489 год), Инноченцо Чибо (1513 год) и Альдерано Чибо (1645 год). Он отправился в Рим, чтобы пойти по церковной стезе.

## Образование и священство
Камилло Чибо учился в Университете Ла Сапиенца в Риме, где 13 сентября 1702 года получил докторскую степень в области канонического и гражданского права.
5 июля 1705 года Камилло Чибо был рукоположён в сан священника. Президент Апостольской Палаты с 8 декабря 1705 года по 6 августа 1707 года. Клирик Апостольской Палаты и президент Архива с 6 августа 1707 года. Получив титул герцога Ферентилло и Аджелло и барона Падули, 2 декабря 1715 он стал президентом рек и побережий, оставаясь при исполнении служебных обязанностей до 1730.
С 27 апреля 1717 года он стал президентом жира (отделение римской бюрократии, которая управляла поставками мяса, жиров и масла). Генеральный аудитор Апостольской Палаты с 29 января 1718 по 1 января 1723. Именно в этот период он построил для себя загородную виллу в Кастель-Гандольфо, которая впоследствии была приобретена Апостольской Палатой.

## Епископ
11 февраля 1718 года избран титулярным латинским патриархом Константинопольском. Посвящён 24 февраля 1718 года в церкви Санта-Мария-дель-Пополо в Риме кардиналом Фабрицио Паолуччи при содействии соконсекраторов: Джованни Кристофоро Баттелли, титулярного архиепископа Амазеи, секретаря бреве князьям и латинских писем и Просперо Марефоски, титулярного епископа Сирены, аудитора Его Святейшества. Помощник Папского трона с 2 марта 1718 года.
Разочарованный тем, что он не смог провести реформы в Апостольской Палате, Камилло Чибо подал в отставку и удаляется в уединённое место Грацие недалеко от Сполето, в 1723 году. Отозванный в Рим Папой Бенедиктом XIII, он 6 июля 1725 года был назначен префектом Апостольского дворца. Он боролся с основными римскими трибуналами, чтобы сохранить свою гражданскую и уголовную юрисдикцию над Палатинами, он легко столкнулся с кардиналом Коша, который сделал вид, что вмешивается в дело и увеличил расходы Апостольского дворца. В 1726 году он считался преемником кардинала Фабрицио Паолуччи в качестве государственного секретаря, но его явная оппозиция административному беспорядку, распространённому в то время, привела к тому, что государственным секретарём назвали кардинала Никколо Леркари, который был более любезен.

## Кардинал
Возведён в кардинала-священника на консистории от 23 марта 1729 года, получил красную шапку и титул церкви Санто-Стефано-аль-Монте-Челио 28 марта 1729 года.
Участвовал в Конклаве 1730 года, который избрал Папу Климента XII. Великий приор Суверенного ордена Святого Иоанна Мальтийского в Риме с октября 1730 года по июнь 1731 года, он подал в отставку, предпочитая тихую и уединённую жизнь, и отправился жить в крепость Кастеллоне, недалеко от Гаэты. У него были серьёзные разногласия с герцогом Масса, своим братом, в связи с наследованием этого титула.
8 января 1731 года избран для титулярной церкви Санта-Мария-дель-Пополо. Участвовал в Конклаве 1740 года, который избрал Папу Бенедикта XIV. 20 декабря 1741 года избран для титулярной церкви Санта-Мария-дельи-Анджели-э-дей-Мартири.

## Кончина
Скончался кардинал Камилло Чибо 12 января 1743 года, в 10:30 утра, от приступа подагры, в своём маленьком дворце на площади Четырёх фонтанов, в Риме. Тело было выставлено в церкви Санти-Апостоли, в папской капелле, 14 января 1743 года, во второй половине того же дня его тело перенесли в его титулярную церковь Санта-Мария-дельи-Анджели-э-дей-Мартири и похоронили в подземной капелле Чибо, которую он построил возле ризницы в 1742 году. У капеллы была решётка, которая позволяла ему увидеть тех, кто прошёл в великую капеллу главного алтаря, он поместил в капелле алтарь для празднования мессы и оставил достаточно средств для обету светильников, которые должны гореть днём и ночью.